# Capilla de San Francisco Javier (Il Gesù)
La capilla de San Francisco Javier es un lugar de culto situado en el transepto del lado de la Epístola de la iglesia del Gesù en Roma, matriz de la Compañía de Jesús. La capilla alberga como reliquia el antebrazo del santo a que está dedicada.

## Historia

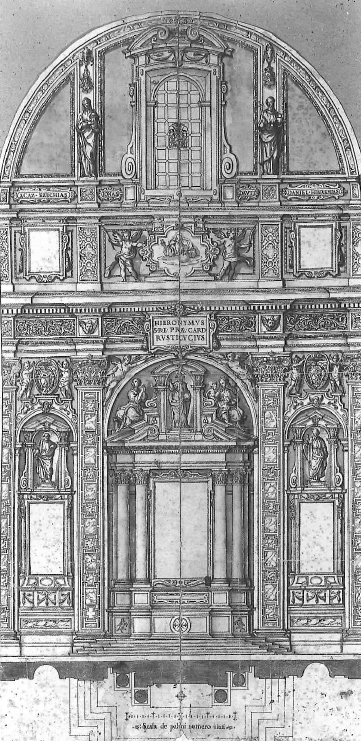
Diseño para la capilla cuando se dedicaba a la Resurrección y estaba bajo el patronato del cardenal Girolamo Rusticucci (obra del taller de Carlo Maderno)

La capilla se encontraba inicialmente dedicada a la Resurrección. En su forma primitiva contaba con un retablo de estilo clásico según diseño de Giacomo della Porta y que era gemelo al que se encontraba en la capilla situada en el lado del Evangelio del transepto (actualmente dedicada a San Ignacio y anteriormente a Cristo crucificado). Este retablo contaba con una pintura de la Resurrección de Giovanni Baglione. Durante este período la capilla se encontraba bajo patronato del cardenal Girolamo Rusticucci.
Durante los trabajos de renovación general de la iglesia emprendidos hacia 1672 y que conllevaron la decoración de la bóveda con pinturas de Baciccio y ricas decoraciones en estuco obra de Antonio Raggi y Leonardo Retti, dirigidos por Bernini, la capilla quedó excluida de los mismos. En ese año la capilla se encontraba bajo patronato del cardenal Giovanni Francesco Negroni. A este prelado se le había ofrecido el patronato de la capilla de San Ignacio en la misma iglesia, que declinó alegando su devoción personal a San Francisco Javier, y tomando el patronato de esta capilla.
El cardenal Negroni quiso renovar el altar para que albergara el antebrazo de Francisco Javier. En agosto de 1672 se habían comenzado las obras de la capilla, que incluía un nuevo altar sobre el que se dispondría la reliquia. En 1674 los jesuitas excluyeron la bóveda de la capilla de San Francisco Javier de la redecoración general de la iglesia, el cardenal Negroni la encargaría al pintor Giovanni Battista Carloni.
El altar fue finalizado en 1679 cuando se colocó el lienzo que ocupa la parte central del retablo. Entre 1679 y 1684 se dispondría la mencionada reliquia de San Francisco Javier sobre el altar.

El resultado de la renovación de la bóveda capilla no fue del agrado de los jesuitas, por sus diferencias con las del resto de la iglesia. En palabras de Evonne Levy la bóveda de la capilla:
oscurece la estructura [del resto de bóvedas de la iglesia] con marcos compuestos de formas y tamaños variados.
El relicario que custodia la reliquia de San Francisco Javier fue motivo de controversia entre los jesuitas y el patrono de la capilla. La razón se encontraba tanto en la custodia y control de la reliquia (quién debía de poseer la llave que lo abría), como en la riqueza y diseño del relicario que la albergaba.
Hacia 1702 el cardenal Negroni nombró a Luca Berettini como director de la obra de la capilla.

## Descripción

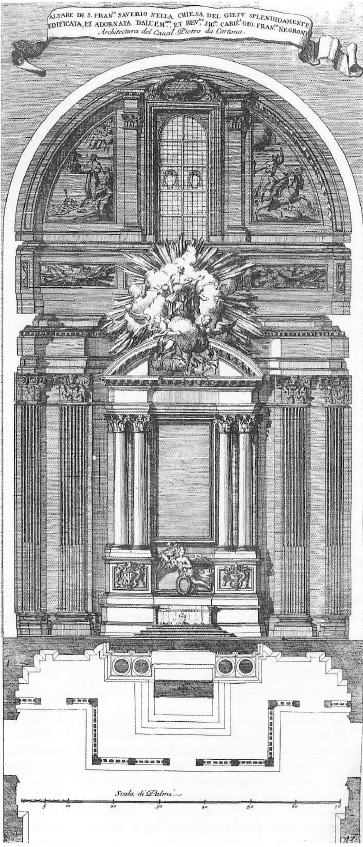
Grabado de la capilla en 1721 por Domenicco De Rossi.

La autoría y diseño de la capilla ha sido atribuido tradicionalmente a Pietro da Cortona, aunque Evonne Leyer duda de la atribución señalando a Luca Berrettini, sucesor de Cortona e hijo de su primo.
El retablo se alza sobre una base y cuenta con un frontón en forma de sección circular partido sobre una entabladura sostenida por cuatro columnas corintias con fuste de mármol rojo. En la partición del frontón se dispone un altorrelieve representando a San Francisco Javier llevado al Cielo por ángeles. El hueco central del retablo contiene un óleo de Carlo Maratta representando la muerte de San Francisco Javier, señalado como obra maestra del artista romano.
La bóveda de la capilla fue decorada por el genovés Giovanni Andrea Carlone, alumno de Maratta. En el centro se dispone la Gloria de San Francisco Javier, flanqueada por dos episodios de la vida del santo: San Francisco Javier pierde y encuentra su crucifijo y Bautismo de una princesa india.

## Galería

Imágenes de la capilla
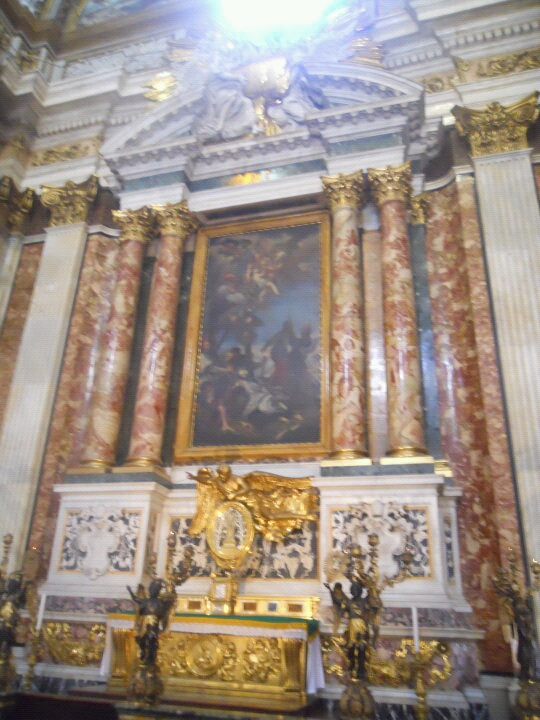
Vista del altar,relicario y retablo
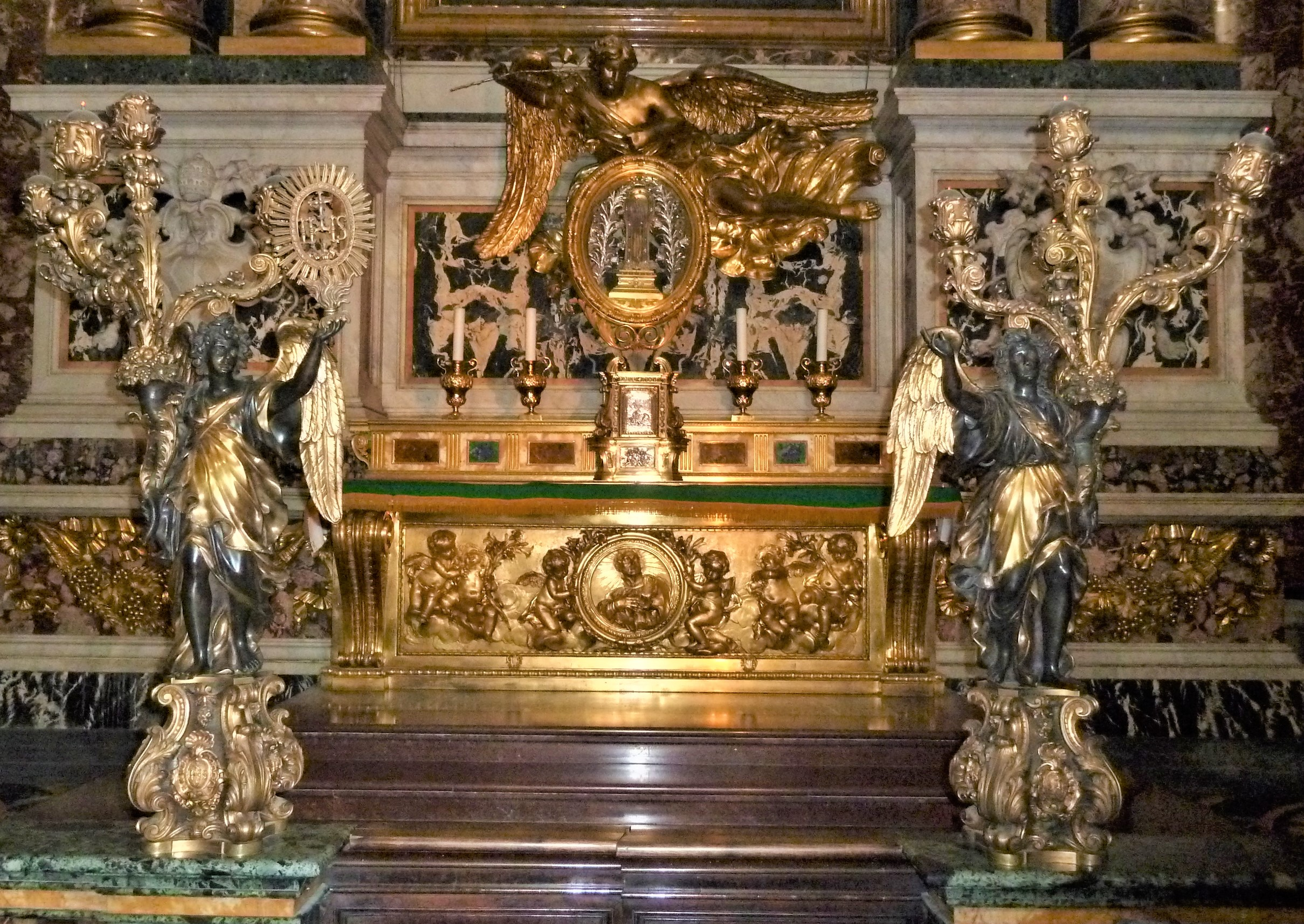
Vista del altar y relicario
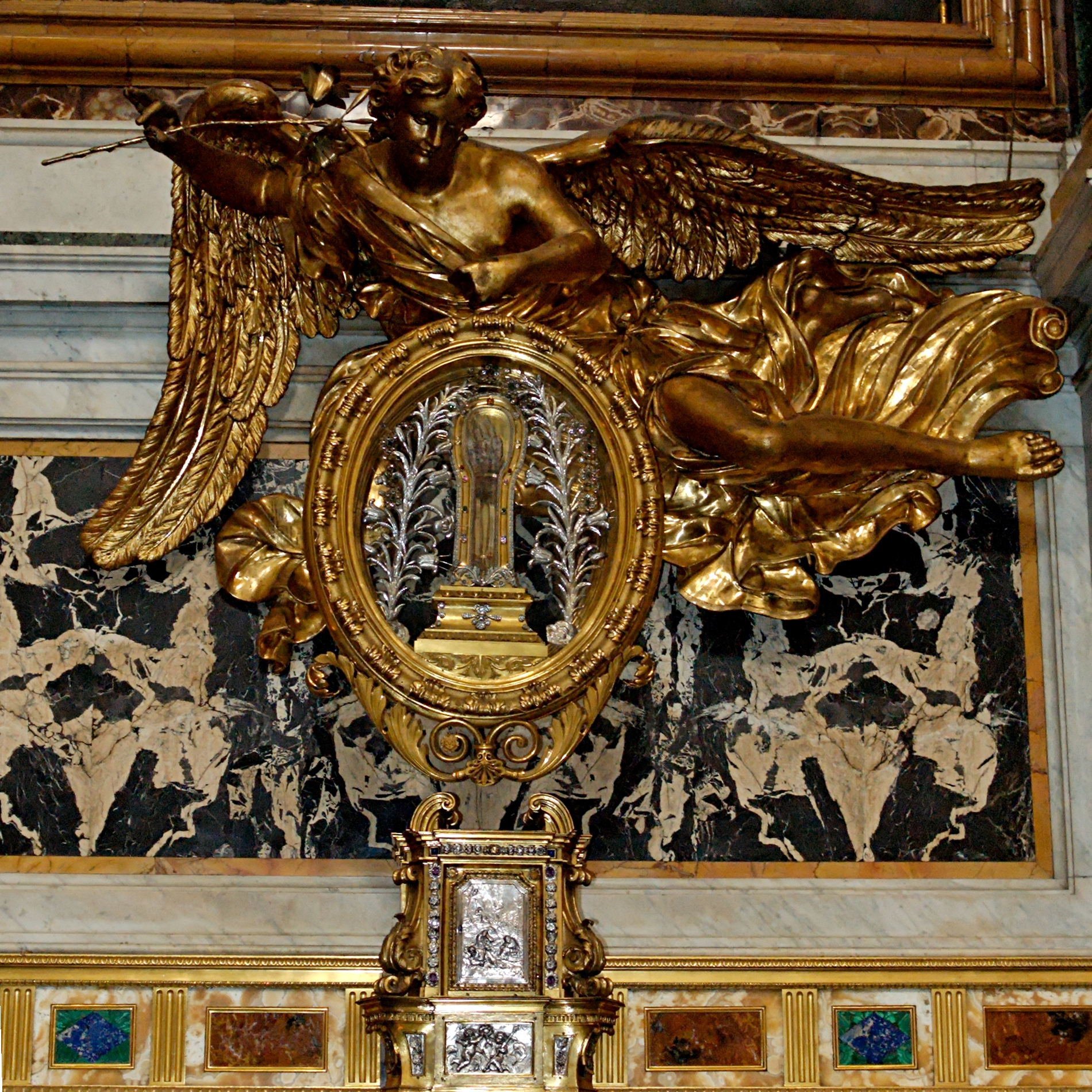
Detalle del relicario con el antebrazo del Santo
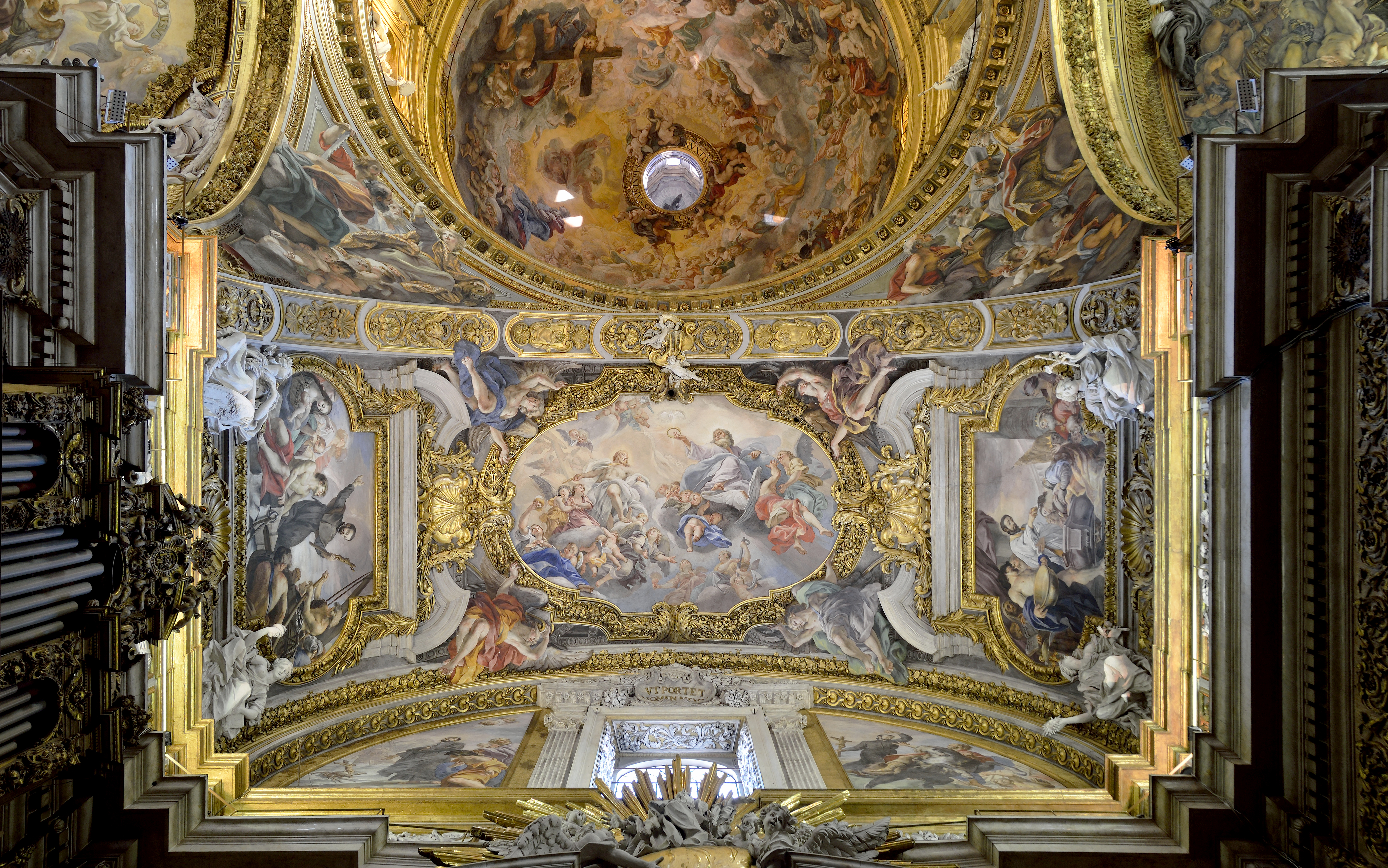
Vista de la bóveda de la capilla

### Individuales
1. ↑  Nibby, Antonio (1839). Roma nell'anno MDCCCXXXVIII. (en italiano). p. 733. Consultado el 2 de agosto de 2022.
2. ↑  Rice, John A. (28 de junio de 2022). Saint Cecilia in the Renaissance: The Emergence of a Musical Icon (en inglés). University of Chicago Press. p. 260. ISBN 978-0-226-81710-1. Consultado el 2 de agosto de 2022.